# Fort Vinton
Fort Vinton, noto anche come Post #2, era un piccolo avamposto militare in Florida, esistito tra il 1839 e il 1858. La sua posizione era all'incirca un miglio a sud dell'attuale autostrada 60, vicino alla 122ª Avenue.

## Storia
Il forte aveva lo scopo di aiutare a risolvere i problemi con gli amerindi Seminole, e fu abbandonato nel 1850 dopo la battaglia finale con quella tribù. Fu riaperto in occasione della terza guerra Seminole dal 1856 al 1858. Per gran parte della sua esistenza esso fu noto semplicemente come Post #2 ma fu poi così rinominato in onore del maggiore John Rogers Vinton (1801–1847), nonno dell'architetto Francis L. V. Hoppin, poco prima della sua chiusura, avvenuta nel maggio 1850.
Nel XIX secolo la zona del forte si trovava al confine di una palude infestata da zanzare, lontano giorni da ogni traccia di civilizzazione. Oggi l'area è piantata ad aranceti e vigne, benché sia ancora umida e infestata da zanzare.